# Oścowate
Oścowate (Aphelinidae) – rodzina błonkówek z nadrodziny bleskotek (Chalcidoidea).

## Zasięg występowania
Przedstawiciele tej rodziny występują na całym świecie.
W Polsce stwierdzono 47 gatunków.

## Budowa ciała
Osiągają 0,6–1,4 mm długości ciała. Tułów i odwłok szeroko zrośnięte. Oczy duże, czułki 8 lub mniej członowe. Stopy składają się z 4 tarsomerów (rzadko z 5). Ubarwienie ciała żółtobrązowe.

## Boiologia i ekologia
Oścowate są parazytoidami. Samce i samice niektórych gatunków mogą mieć rożną ontogenezę. Samice zawsze są parazytoidami wewnętrznymi pluskwiaków (zwykle czerwcy), samce zaś, mogą być parazytoidami wewnętrznymi pluskwiaków, nadparazytoidami larw innych bleskotek (lub przepoczwarczać się wewnątrz ich żywicieli), bądź parazytoidami wewnętrznymi jaj motyli.

## Systematyka
Obecnie do oścowatych zaliczanych jest 5 podrodzin:
- Aphelininae
- Calesinae
- Coccophaginae
- Eretmocerinae
- Eriaphytinae

Dawniej, jako podrodziny, zaliczano do niej również rodziny Azotidae i Eriaporidae.